# Les Cayes
Les Cayes (dawniej: Aux Cayes) – miasto portowe w południowo-zachodniej części Haiti; ok. 55 tys. mieszkańców (szacunkowo, 2002, trzecie pod względem wielkości w kraju). Jeden z głównych portów Haiti, przez który przepływa eksport głównie kawy, cukru oraz bananów.
Miasto zostało założone w 1786 roku. W 1815 przybył tu Simón Bolívar szukając haitańskiej pomocy wojskowej do walki przeciw Hiszpanom (Haiti było wówczas jedynym niepodległym krajem na Karaibach). Pomoc obejmowała zarówno broń, jak też oddział ochotników, pragnących walczyć z mocarstwami kolonialnymi. Miasto często było niszczone przez huragany – największe zniszczenia miasto odniosło w 1908 i 1954 roku.